# Cimitero sotterraneo di Nagcarlan
Il cimitero sotterraneo di Nagcarlan (filippino: Libingan sa Ilalim ng Lupa ng Nagcarlan; inglese: Nagcarlan Underground Cemetery) è un antico luogo pubblico di sepoltura di tipo catacombale situato nelle Filippine presso la cittadina di Nagcarlan, nella provincia di Laguna, a circa 100 chilometri a sud-sud-est della capitale Manila.
Fu voluto e costruito nel 1845 dal frate francescano Vicente Velloc che disegnò è seguì anche la costruzione della sovrastante chiesa del Cristo Re. Oggi il cimitero sotterraneo di Nagcarlan è monumento storico nazionale delle Filippine, con decreto presidenziale del 1973 firmato dall'allora presidente Marcos. e non accetta nuove sepolture.
Il cimitero e la chiesa sovrastante sono uno squisito esempio di architettura coloniale spagnola che si sviluppa su una area di forma ottagonale racchiusa da un muro di cinta di mattoni diviso in due semi-ali circolari e interrotto da cancellate in ferro battuto e decorato in modo da conferire l'aspetto di drappi e tendaggi funebri.
L'ingresso è costituito da un grande cancello ad arco che porta alla cappella centrale ricavata nel muro di cinta e dalla quale si dipartono due semi-ali laterali in cui sono ricavati i 240 loculi a nicchia della parte superiore del cimitero.
Sotto alla cappella, e raggiungibile scendendo due rampe di scale, si trova la cripta sotterranea in origine destinata alle sole sepolture dei frati spagnoli e dei cittadini illustri della cittadina; nell'ultimo secolo la cripta ha giocato una parte importante durante la rivoluzione filippina del 1896 e la guerra filippino-americana del 1899, servendo da luogo segreto di riunione e da nascondiglio per i patrioti filippini. Ugualmente, durante la seconda guerra mondiale, la cripta fu utilizzata come rifugio dai guerriglieri. L'uso della cripta da parte dei patrioti filippini è il motivo per cui la struttura fu dichiarata monumento nazionale.